# Дембе, Джон
Джон Пол Дембе (англ. John Paul Dembe; род. 3 июля 2005) — угандийский футболист, нападающий «Кампала Сити Коунсил», выступающий на правах аренды за шведский «Хеккен».

## Клубная карьера
На родине выступал за команду академии «Кампала Сити Коунсил». В феврале—марте 2023 года его выступление на Кубке африканских наций среди юношеских команд в Египте привлекло внимание представителей шведского «Хеккена». Весной того же отправился на просмотр в шведский клуб, куда в итоге 16 июля перешёл на правах аренды до конца сезона. 13 августа впервые попал в заявку основной команды на матч чемпионата страны с «Варбергом», но на поле не вышел. 9 ноября 2023 года дебютировал за клуб в игре группового этапа Лиги Европы против норвежского «Молде», выйдя на поле на 87-й минуте вместо Эдварда Чилуфьи.

## Карьера в сборной
В феврале 2023 года попал в финальную заявку сборной Уганды до 20 лет на Кубок африканских наций в Египте. На турнире принял участие в трёх матчах: двух встречах группового этапа с ЦАР (2:1) и Конго (2:2), а также в четвертьфинале с Нигерией (0:1). В игре с ЦАР забил гол, оказавшийся в итоге победным.

## Клубная статистика
| Выступление      | Выступление      | Выступление      | Лига | Лига | Кубки | Кубки | Конт. кубки | Конт. кубки | Итого | Итого |
| Клуб             | Лига             | Сезон            | Игры | Голы | Игры  | Голы  | Игры        | Голы        | Игры  | Голы  |
| ---------------- | ---------------- | ---------------- | ---- | ---- | ----- | ----- | ----------- | ----------- | ----- | ----- |
| Хеккен           | Алльсвенскан     | 2023             | 0    | 0    | 0     | 0     | 1           | 0           | 1     | 0     |
| Хеккен           | Итого            | Итого            | 0    | 0    | 0     | 0     | 1           | 0           | 1     | 0     |
| Всего за карьеру | Всего за карьеру | Всего за карьеру | 0    | 0    | 0     | 0     | 1           | 0           | 1     | 0     |